# Мечеть Мингис
Мечеть Мингис — мечеть и историко-архитектурный памятник в квартале Мингис города Ордубад Азербайджанской Республики.
После восстановления независимости Азербайджана постановлением Кабинета министров Азербайджанской Республики от 2 августа 2001 года № 132 мечеть была включена в список недвижимых памятников истории и культуры местного значения.

## История
Мечеть Мингис расположена в квартале Мингис города Ордубад. История строительства мечети, восстановленной во второй половине XVII века, восходит к более ранним временам. Надпись на мраморной доске, которая когда-то была размещена над входной дверью, гласит, что мечеть была восстановлена в 1088 году по мусульманскому лунному календарю хиджры (в 1677 году нашей эры) Мухаммедом Хади, сыном Абдулхусейна Ордубади. Абдулхусейн Ордубади был сыном Гаджи Эдхема, брата главного визиря шаха Аббаса I Хатем-бека Ордубади. В период правления сефевидского шаха Сефи I (1629-1642) Абдулхусейн Ордубади был главным мунши (секретарь) при дворце.
В 1928 году, в период советской оккупации Азербайджана, была начата официальная борьба с религией. В декабре того же года ЦК КП Азербайджана передал многие мечети, церкви и синагоги на баланс клубов для использования в просветительских целях. Если в 1917 году в Азербайджане было 3000 мечетей, то в 1927 году их было 1700, а в 1933 году — 17. Заброшенная мечеть годами находилась в полуразрушенном состоянии.
Спустя 10 лет после восстановления независимости Азербайджана, в 2001 году, по инициативе жителей города мечеть была отреставрирована. Постановлением Кабинета министров Азербайджанской Республики № 132 от 2 августа 2001 года мечеть была внесена в список недвижимых памятников истории и культуры местного значения.

## Архитектурные особенности
Надпись, свидетельствующая о восстановлении мечети в 1677 году, была прикреплена к стене с правой стороны двери во время реставрации. Вход с северной стороны. Молитвенный зал просторный и светлый. Плоский потолок установлен на колоннах, расположенных в центре, и боковых стенах зала. Поскольку мечеть построена на склоне, она имеет один этаж с северной стороны и два – с южной. В здании, построенном в простом стиле, не использованы декоративные элементы в соответствии с архитектурным стилем своего времени. Эта мечеть считается главной мечетью квартала – там есть и другие небольшие мечети. Первый этаж мечети, выходящий на южную часть, используется для хозяйственных работ.